# Montalto Ligure
Montalto Ligure (en ligur Möntäto) és un comune italià, situat a la regió de la Ligúria i a la província d'Imperia. El 2015 tenia 377 habitants.

## Geografia
Té una superfície de 13,71 km² i limita amb Badalucco, Carpasio, Dolcedo, Molini di Triora i Prelà.

## Evolució demogràfica
| Gràfica d'evolució de Montalto Ligure entre 1861 i 2011 |
|                                                         |
| Font: ISTAT                                             |